# Троицкий, Сергей Евгеньевич
Серге́й Евге́ньевич Тро́ицкий (род. 29 мая 1966 года, Москва, Россия), более известный под псевдонимом Паук — советский и российский музыкант, создатель и лидер трэш-метал группы «Коррозия металла» (с 1984 года), автор музыки и песен, писатель, художник, продюсер контркультурных СМИ (журнал и телешоу «Железный Марш»), шоумен, музыкальный продюсер, общественно-политический деятель.

## Биография
После окончания в 1983 году средней школы работал в типографии «Красный Пролетарий» и редакции газеты «Московские новости».
В 1984 году вместе с Сергеем Высокосовым создал группу «Коррозия металла», в составе которой выступает по сей день. Группа неоднократно попадала в поле зрения КГБ и МВД.
В 1989 году создал «Корпорацию Тяжёлого Рока», целью которой ставил объединение под одной «крышей» всех неформальных коллективов России.
КТР в разное время занималась проведением множества фестивалей (таких как: «Железный марш», «Russian Metal Ballads», «Рок против наркотиков», «Рок против СПИДа», «Адский аборт», «Треш твою мать», «Треш-эпидемия», «Панк революция», «Рэп — это кал»), выпуском различных сборников («Железный марш», «Russian Metal Ballads», «Панк-революция», «Гимны футбольных хулиганов», «Бритоголовые идут»), и журналов («Железный марш», «Бритоголовые идут», «Рок-прицел», «Московский демократ»).
За историю существования фирмы, через неё прошли многие неформальные рок-группы 1990-х, часть из которых получили в результате широкую известность.
Его кандидатура выдвигалась Праворадикальной партией на пост мэра Москвы на выборах 1993 года (отменённых из-за октябрьских событий). Программа была опубликована в журнале «Русский рок» № 2 и газете «День» № 10 (90), 1993.
В декабре 1998 года баллотировался на довыборах в Государственную Думу России по Люблинскому избирательному округу, однако ввиду низкой явки избирателей (менее 25 %) результаты выборов были отменены, а перевыборы не назначались ввиду выборов в ГД РФ в 1999 году.
В мае 2002 года против Сергея Троицкого возбуждено уголовное дело по статье «Возбуждение национальной, расовой или религиозной вражды». Поводом для возбуждения дела стала возможная причастность Троицкого к выпуску аудиокассет и самиздатского журнала «Бритоголовые идут», содержавших неприкрытые призывы к расправе над представителями национальных меньшинств, а также наличие признаков разжигания межнациональной розни в песнях самого Троицкого. Осенью 2003 года Сергей Троицкий был направлен на принудительное обследование в Институт судебной психиатрии имени Сербского, где провёл три недели, после чего в ноябре 2003 года был признан нормальным и отпущен. В интервью газете «Коммерсантъ» Троицкий заявил, что психиатры признали его нормальным, представители клиники же отказались комментировать ситуацию, сославшись на тайну следствия.
С 2008 года занимается поиском новых талантов.
В 2008 году был избит и ограблен, по его утверждению, на 30 тыс. рублей в казино Golden Palace.
В 2010 году Сергей высказался за вырубку Химкинского леса, на основании того, что там грязно, а в 2011 году презентовал книгу «Рублёвская резня».
В августе 2012 года заявил о намерении избираться в мэры Химок, в ходе предвыборной кампании отличился рядом провокационных лозунгов. По итогам голосования 14 октября 2012 года набрал 2,46 %.
Также баллотировался в мэры подмосковного города Жуковский 31 марта 2013. Набрал 2,29 %. Выборы ознаменовались скандалом с подкупом избирателей: штаб Троицкого предлагал жителям становиться платными агитаторами и заключать договоры (500 рублей до выборов, 500 рублей после). Согласившийся получал карточку с именем кандидата. Однако за несколько дней до выборов карточки стали обмениваться на другие, с фамилией «Войтюк» (Андрей Войтюк в итоге победил на выборах). В день голосования все точки выдачи денег были закрыты полицией.
В интервью Русской службе BBC, Сергей рассказал о том, что подкупил около 5 тысяч человек, что не вполне соответствует действительности, так как большинство «подкупленных» так и не получили денег, причём жаловаться им было некуда, ввиду юридической несостоятельности сделки.
14 июня 2013 года Сергей «Паук» Троицкий подал документы в порядке самовыдвижения на досрочные выборы мэра Москвы, которые состоялись 8 сентября 2013 года, однако не был допущен до выборов, так как не предъявил избирательной комиссии Москвы необходимое число подписей жителей региона, а также его муниципальных депутатов и глав муниципальных образований. По словам самого Троицкого, его подписи сжёг Навальный.
Не оставляя попыток стать мэром хоть какого-нибудь города, 23 января 2014 года «Паук» подал документы на выдвижение кандидатом на пост мэра Новосибирска. В тот же день был задержан в аэропорту данного города. Как было сказано в сообщении транспортной полиции, «во время прохождения предполётного досмотра в ручной клади данного гражданина были обнаружены жидкости, запрещённые к перевозке в салоне самолёта. На предложения сотрудников службы авиационной безопасности сдать ёмкости с жидкостью в багаж, мужчина, находившийся в состоянии сильного эмоционального возбуждения, отреагировал грубой нецензурной бранью, после чего повредил офисную оргтехнику авиакомпании».
3 сентября 2016 года, лидер группы «Коррозия металла» Сергей «Паук» Троицкий был арестован полицейскими в Черногории в связи с подозрением в поджоге в Сутоморе дома гражданина России, в котором он проживал по приглашению последнего. Троицкий был приговорён к 10 месяцам тюрьмы 25 октября, но уже в марте 2017 года был освобождён по УДО, таким образом отбыв в заключении чуть больше 6 месяцев.
В июне 2019 года стало известно, что Троицкий намерен баллотироваться на выборах в Мосгордуму по 43-му округу, где его конкурентами будут такие оппозиционные деятели, как юрист ФБК Любовь Соболь и политик Сергей Митрохин. В итоге избирательная комиссия не допустила Троицкого до выборов, сославшись на превышение допустимого процента брака в собранных подписях (из 4610 представленных им подписей недействительными признаны 687).
В начале 2021 года заявил о том, что собирается баллотироваться по одномандатному округу на предстоящих выборах в Государственную думу от Владимирской области.
Сергей Троицкий был дважды женат. От второго брака воспитывает двоих дочерей — Екатерину и Марию. Болельщик «Спартака».

## Дискография
| Студийные альбомы - 1985 — Власть зла - 1988 — Орден сатаны (официально издан в 1991) - 1989 — Russian vodka (официально издан в 1993) - 1990 — President - 1991 — Каннибал - 1992 — Садизм - 1995 — 1.966 - 1997 — Компьютер-Гитлер - 2002 — Языческие боги - 2004 — Белые волки - 2010 — Война миров - 2011 — Огненный коловрат - 2013 — 666 Like Синглы (EP) - 1995 — Nicht Kapituliren (включая Live at Sexton F.O.Z.D. & DK Officers) - 1996 — Задержите поезд - 1997 — Человек со шрамом - 1998 — Нигер (включая Угар в Полярном!) - 1999 — Он не любил учителей - 2001 — С Новым годом! - 2002 — Глаза вампира - 2007 — Власть зла - 2012 — Садизм Сборники - 1991 — Каннибал / Russian Vodka - 1998 — Венера - 2000 — Бей чертей — спасай Россию! - 2001 — Самогон - 2001 — Легенды русского рока - 2001 — Бей чертей — спасай Россию! (Переиздание) - 2003 — Чад кутежа - 2003 — Радостная жизнь - 2004 — В раю - 2004 — The Greatest Hits - 2005 — Grand Collection - 2006 — Неизданные песни - 2006 — Голод - 2007 — Власть зла - 2008 — Russian Vodka. American Release Концертные альбомы - 1987 — Фестиваль надежд - 1987 — Жизнь в Октябре - 1987 — Во власти Октября - 1990 — Дебош в Орлёнке - 1995 — Live at Sexton F.O.Z.D. & DK Officers (включая Nicht Kapituliren) - 1997 — Адский концерт - 1998 — Угар в Полярном! (включая Нигер) - 2005 — Съешь живьём! MP3 - 2002 — Коррозия металла. Диск 1 (RMG) - 2002 — Коррозия металла. Диск 2 (RMG) - 2006 — Коррозия металла часть № 1 (87-90, 4 альбома) - 2006 — Коррозия металла часть № 2 (91-95, 5 альбомов) - 2006 — Коррозия металла часть № 3 (97-04, 4 альбома) - 2007 — Коррозия металла часть № 4 (97-04, 4 альбома) - 2008 — Коррозия металла. Только лучшее (Мороз Рекордс) Видео - 1991 — Каннибал-тур - 1993 — Садизм-тур - 1995 — Железный марш — 7 - 1996 — Брынцалов-тур - 1997 — Железный марш по Крыму '96 - 2001 — Live Kiev & Moscow - 2006 — Девки, музыка, бухло и угар! - 2011 — Власть зла - 2011 — Съешь живьём | Участие в массовых мероприятиях - 1989 — Железный марш — 1 - 1990 — Железный марш — 2 - 1991 — Железный марш — 3 - 1992 — Железный марш — 4 - 1993 — Железный марш — 5 - 1994 — Железный марш — 6 - 1994 — Трэш твою мать - 1995 — Железный марш — 7 - 1995 — Первое байк-шоу - 1996 — Железный марш — 8 - 1997 — Железный марш — 9 - 1997 — Песни партийца — 1 - 1998 — Железный марш — 10 - 1998 — Панк Революция — № 1 - 1998 — Песни партийца — 2 - 1999 — Бритоголовые идут — 1 - 1999 — Песни партийца — 3 - 2000 — Бритоголовые идут — 2 - 2001 — Бритоголовые идут — 3 - 2001 — Легенды русского рока - 2002 — Бритоголовые идут — 4 - 2003 — Бритоголовые идут — 5 - 2004 — Бритоголовые идут — 6 - 2005 — Hard Music № 1 Дикий металл - 2005 — Бритоголовые идут — 7 - 2006 — Бритоголовые идут — 8 - 2007 — Бритоголовые идут — 9 - 2007 — Гимны футбольных хулиганов — 7 - 2008 — Бритоголовые идут — 10 - 2009 — Бритоголовые идут — 11 - 2010 — Бритоголовые идут — 12 - 2011 — Бритоголовые идут — 13 - 2012 — Бритоголовые идут — 14 - 2012 — Лимоноff (2012) - 2013 — Бритоголовые идут — 15 - 2014 — Бритоголовые идут — 16 Студийные альбомы - 1998 — Антихрист? - 2005 — Одинокие сердца Видео - 2011 — Рублёвская резня - 2013 — Оркестр Паука Сборники - 1998 — Танцевальный рай & ад - 2015 — Танцевальный рай & ад 2 Видео - 2010 — Сельский час - 2010 — Трэш против жары - 2012 — Подмосковные вечера - 2012 — Семейка Паука - 2012 — Марш химкинского цирюльника - 2013 — Битва за Жуковский - 2014 — Ужасы Паука - 2014 — Рассказы о Новороссии - 2015 — Собеседник - 2017 — Предновогодние ужасы Паука - 2018 — Огненная Масленица - 2020 — Запертые заживо - 2021 — Граф Дракула или колхозный панк |

## Рэп-баттлы

### «FreeWay Battle»
| Соперник  | Дата выхода |
| --------- | ----------- |
| Саша Скул | 2015        |

## Фильмография
- 2012 — Детка — камео
- 2013 — Околофутбола — камео
- 2015 — Лондонград — камео

### Участие в других документальных фильмах
- 2012 — Срок — режиссёры Алексей Пивоваров, Павел Костомаров и Александр Расторгуев.

### Видеоклипы
- 1993 — «Садизм», вошедший в одноимённый фильм группы «Коррозия металла» (автор).
- 1993 — «Thrash around Kremlin» на песню из альбома «Садизм» (1992) (режиссёр: Игорь Рачинский).
- 1995 — «Punk Not Dead» на песню из альбома «1.966» (1995).
- 1996 — снялся в эпизодической роли в клипе на песню «Одинокая луна» исполнительницы Лика Стар.
- 1998 — «С дырками в кармане» на песню из альбома «Паук — Антихрист?» (1998) (режиссёр: Игорь Архангельский).
- 2002 — снялся в главной роли в клипе на песню «Страшилка» исполнительницы Настя.Da.ru.
- 2010 — «Голод» на песню из альбома «Война миров» (2010) (режиссёр: Игорь Архангельский).
- 2020 — «Б.Р.А.» совместно с группой Русский СадизмЪ (2020).

## В культуре
- На персоне музыканта основан образ вокалиста группы «Багровый Фантомас» Роза Робот из интернет-сериала «Внутри Лапенко»[21].